# بنك بنما الوطني
بنك بنما الوطني (بالإسبانية: Banco Nacional de Panamá)‏ أحد البنوك البنمية المملوكة للحكومة البنمية، اعتبارًا من يناير 2009، احتفظت بحسابات الودائع بحوالي 5 مليارات دولار أمريكي. البنك الآخر المملوك للحكومة هو كاجا دي أهوروس، مع حوالي مليار دولار من إجمالي الودائع.

## روابط خارجية
- (بالإسبانية) الموقع الرسمي لبانكو ناسيونال دي باناما
- Banco Nacional de Panamá Deposit Trend نسخة محفوظة 12 سبتمبر 2017 على موقع واي باك مشين.